# Olympische Winterspiele 1998/Snowboard – Halfpipe (Frauen)
Der Halfpipe-Wettbewerb der Frauen bei den Olympischen Winterspielen 1998 in Nagano wurde am 12. Februar 1998 im Kanbayashi Snowboard Park in Yamanouchi in Nagano ausgetragen. Erstmals waren die Wettbewerb im Snowboard Teil des olympischen Programms. Erste Olympiasiegerin in der Halfpipe wurde die Deutsche Nicola Thost. Silber ging an die Norwegerin Stine Brun Kjeldaas und Bronze an Shannon Dunn aus den Vereinigten Staaten.

## Ergebnisse

### Qualifikation
| Rang | Athletin             | Land               | 1. Lauf | 2. Lauf | Qualifikation      |
| ---- | -------------------- | ------------------ | ------- | ------- | ------------------ |
| 1    | Stine Brun Kjeldaas  | Norwegen           | 37,6    | —       | Finale nach Lauf 1 |
| 2    | Cara-Beth Burnside   | Vereinigte Staaten | 36,7    | —       | Finale nach Lauf 1 |
| 3    | Jenny Jonsson        | Schweden           | 34,5    | —       | Finale nach Lauf 1 |
| 4    | Maëlle Ricker        | Kanada             | 34,4    | —       | Finale nach Lauf 1 |
| 5    | Nicola Thost         | Deutschland        | 30,6    | 37,4    | Finale nach Lauf 2 |
| 6    | Shannon Dunn         | Vereinigte Staaten | 33,3    | 36,6    | Finale nach Lauf 2 |
| 7    | Minna Hesso          | Finnland           | 34,2    | 35,1    | Finale nach Lauf 2 |
| 8    | Jennie Waara         | Schweden           | 31,9    | 34,5    | Finale nach Lauf 2 |
| 9    | Nicola Pederzolli    | Österreich         | 31,5    | 34,4    |                    |
| 10   | Tara Teigen          | Kanada             | 32,9    | 33,3    |                    |
| 11   | Anita Schwaller      | Schweiz            | 32,0    | 32,2    |                    |
| 12   | Doriane Vidal        | Frankreich         | 27,2    | 32,1    |                    |
| 13   | Satu Järvelä         | Finnland           | 31,8    | 32,0    |                    |
| 14   | Barrett Christy      | Vereinigte Staaten | 30,3    | 31,6    |                    |
| 15   | Sabine Wehr-Hasler   | Deutschland        | 29,5    | 30,5    |                    |
| 16   | Anne Molin Kongsgård | Norwegen           | 29,3    | 29,2    |                    |
| 17   | Ulrike Hölzl         | Österreich         | 24,8    | 29,1    |                    |
| 18   | Lori Glazier         | Kanada             | 25,9    | 26,9    |                    |
| 19   | Michele Taggart      | Vereinigte Staaten | 26,1    | 25,5    |                    |
| 20   | Yuri Yoshikawa       | Japan              | 25,6    | 24,9    |                    |
| 21   | Christel Thoresen    | Norwegen           | 24,3    | 24,4    |                    |
| 22   | Kaori Takeyama       | Japan              | 23,5    | 22,7    |                    |
| 23   | Anna Hellman         | Schweden           | 20,0    | 22,7    |                    |
| 24   | Alessandra Pescosta  | Italien            | 22,8    | 18,9    |                    |
| 25   | Natasza Zurek        | Kanada             | 33,9    | 11,6    |                    |
| 26   | Sandra Farmand       | Deutschland        | 22,1    | —       |                    |

### Finale
| Rang | Athletin            | Land               | 1. Lauf | 2. Lauf | Gesamt |
| ---- | ------------------- | ------------------ | ------- | ------- | ------ |
| 1    | Nicola Thost        | Deutschland        | 37,5    | 37,1    | 74,6   |
| 2    | Stine Brun Kjeldaas | Norwegen           | 36,7    | 37,5    | 74,2   |
| 3    | Shannon Dunn        | Vereinigte Staaten | 38,8    | 34,0    | 72,8   |
| 4    | Cara-Beth Burnside  | Vereinigte Staaten | 36,1    | 36,5    | 72,6   |
| 5    | Maëlle Ricker       | Kanada             | 36,8    | 34,3    | 71,1   |
| 6    | Minna Hesso         | Finnland           | 34,8    | 36,0    | 70,8   |
| 7    | Jenny Jonsson       | Schweden           | 31,8    | 34,1    | 65,9   |
| 8    | Jennie Waara        | Schweden           | 30,9    | 31,8    | 62,7   |